# L'Opinion
L'Opinion è un quotidiano marocchino in lingua francese fondato a Rabat nel 1965. È considerato l'organo di stampa del Partito dell'Indipendenza. La sua pubblicazione gemella in lingua araba è il quotidiano in Al-Alam.